# سیارک ۳۹۷۸
سیارک ۳۹۷۸ (به انگلیسی: 3978 Klepesta، نامگذاری:1983VP1) سه هزار و نهصد و هفتاد و هشتمین سیارک کشف شده‌است که در ۷ نوامبر ۱۹۸۳ کشف شد.
قدر مطلق سیارک برابر ۱۱٫۷۰ است.